# Rayssac
Rayssac är en kommun i departementet Tarn i regionen Occitanien i södra Frankrike. Kommunen ligger i kantonen Montredon-Labessonnié som tillhör arrondissementet Castres. År 2022 hade Rayssac 233 invånare.

## Befolkningsutveckling
Antalet invånare i kommunen Rayssac
| Referens: INSEE |